# 李玄旭
李玄旭（1994年2月5日—），湖南株洲人，中國女子游泳运动员。2003年加入广东省游泳队师从冯真，开始接受专业训练，主攻混合泳项目。2007年在第六届全国城市运动会所参加的三个混合游泳项目全部获得金牌，并被评为“城运之星”，从此在中国游泳界脱颖而出。

## 出生
李玄旭出生于株洲市，父亲李异洲，母亲宋莉。玄旭7岁开始学游泳，2003年被执教湖南游泳队的辽宁籍游泳教练冯真选中后开始接受专业训练。玄旭平时喜好钢琴和书法，4岁开始开始练钢琴，10岁时钢琴过8级，书法已过6段，其愿望是退役后去香港读大学。

## 參賽經歷
2008年北京奥运会女子800米自由泳获得第5名（预赛成绩8:24.37／决赛成绩8:26.34），女子400米个人混合泳获得第8名（预赛成绩4:36.35／决赛成绩4:42.13）。
2012年倫敦奥运会女子400米混合泳中，她在預賽以4分34.28秒，第2名完成比賽，獲得決賽的參加資格。決賽中以4分32.91秒奪得銅牌。

## 成绩
- 2007年全国游泳冠军赛女子200米混合泳（2:14.90）/400米混合泳（4:39.18）二项冠军；
- 2007年全国游泳锦标赛以获400米混合泳个人冠军（4:43.18）；
- 2007年日本游泳国际邀请赛200米个人混合泳亚军（2:15.04）；
- 2007年第六届全国城市运动会女子200米混合泳（2:13.98）、400米混合泳（4:37.56）和800米混合泳（8:27.65）三项冠军；
- 2008年全国游泳冠军赛暨奥运选拔赛女子400米（4:39.07）和800米混合泳（8:31.66）二项冠军，200米混合泳亚军（2:14.54）。

## 外部連結
- 2008年北京奥组委官方网 （页面存档备份，存于）
- 中国奥林匹克委员会官方网 （页面存档备份，存于）